# Gustav Stengele
Gustav Stengele (* 14. Februar 1861 in Berwangen; † 5. April 1917 in Hamburg) war ein deutscher sozialdemokratischer Politiker, Mitglied der Hamburgischen Bürgerschaft und Redakteur.

## Leben
Gustav Stengele war Sohn eines Stellmachers. Er besuchte  die Dorfschule in seinem badischen Geburtsort bis zum zwölften Lebensjahr und danach die Sekundarstufe im Schweizer Ort Wil. Dort lernte er durch den sehr an Literatur interessierten Lehrer die großen Schriftsteller der Zeit kennen. In dieser Zeit lernte auch seine spätere Ehefrau Ida kennen, sie heirateten aber erst im Jahr 1894. Sie war eine Mitschülerin, die auf den Tag genau so alt war wie er selbst und später ebenfalls Abgeordnete der Hamburgischen Bürgerschaft werden sollte.
Mit 15 Jahren kam er nach Konstanz mit dem Vorhaben die „Schwarze Kunst“ zu erlernen. Dort lernte er in der Lehre den Schriftsteller Joseph Victor von Scheffel kennen, der ihm neue Inspirationen für sein literarisches Werk gab. Nach der Lehre ging Gustav Stengele auf Wanderschaft; in dieser Zeit musste er den Tod seines Vaters verkraften. Er wanderte weit über die deutschsprachigen Grenzen hinaus und gelangte bis Spitzbergen.
Nach der Wanderschaft ließ er sich in Bad Segeberg nieder, wo er in der Druckerei des Lokalblattes eine Stelle fand. Neben der Arbeit als Buchdrucker wirkte er zudem in der Redaktion der Zeitung mit. Die Arbeitskraft des neuen Mitarbeiters war scheinbar so wertvoll, dass ihm auch die offene Mitgliedschaft in der durch die Sozialistengesetze geächteten sozialdemokratischen Partei keine Probleme machte. In dieser Zeit lernte er Johannes Wedde kennen, der in Hamburg die sozialistische „Bürgerzeitung“ herausgab. Durch diesen Kontakt siedelte er 1887 nach Hamburg über und arbeitete für die Zeitung. Zunächst wieder als Setzer tätig, wechselte er im Oktober desselben Jahres in die Redaktion.
Er schrieb in den Jahren 1898 bis 1914 für das Hamburger Echo. Für die Sonntagsausgabe brachte er jede Woche einen satirischen Artikel in Versform zu Papier („Die Sonntäglichen Plaudereien“). Eines der „Haupt-Feindbilder“ dieser Plaudereien waren die Monarchie und Wilhelm II. Zwischen 1914 und 1917 war er zwar noch Redakteur des Hamburger Echos, schrieb aber nicht mehr die sonntägliche Kolumne. Für ihn war der Krieg nicht die Zeit, etwas Lustiges zu schreiben. Dass er mit seinen Satiren traf und er auch konfliktträchtige Themen nicht scheute, zeigt die insgesamt zweijährige Gefängnis-Strafe für „Pressevergehen“.
Für die SPD besuchte er als Delegierter viele internationale Sozialistenkongresse und mehrere Parteitage der SPD. Er vertrat die SPD von 1907 bis 1913 in der Hamburgischen Bürgerschaft. Schon vorher war er in den Jahren 1887 und 1890 Mitglied des Lokal-Wahlkomitees für den Wahlkreis Hamburg 2 und des Zentral-Wahlkomitees. Zudem von 1890 bis 1911 Vorstandsmitglied der Wahlkreisorganisation für den Wahlkreis Hamburg 2 der Sozialdemokratischen Partei.
Stengele starb an einem Herzschlag. Die Gedächtnisrede am Grab hielt Karl Frohme.

## Würdigung

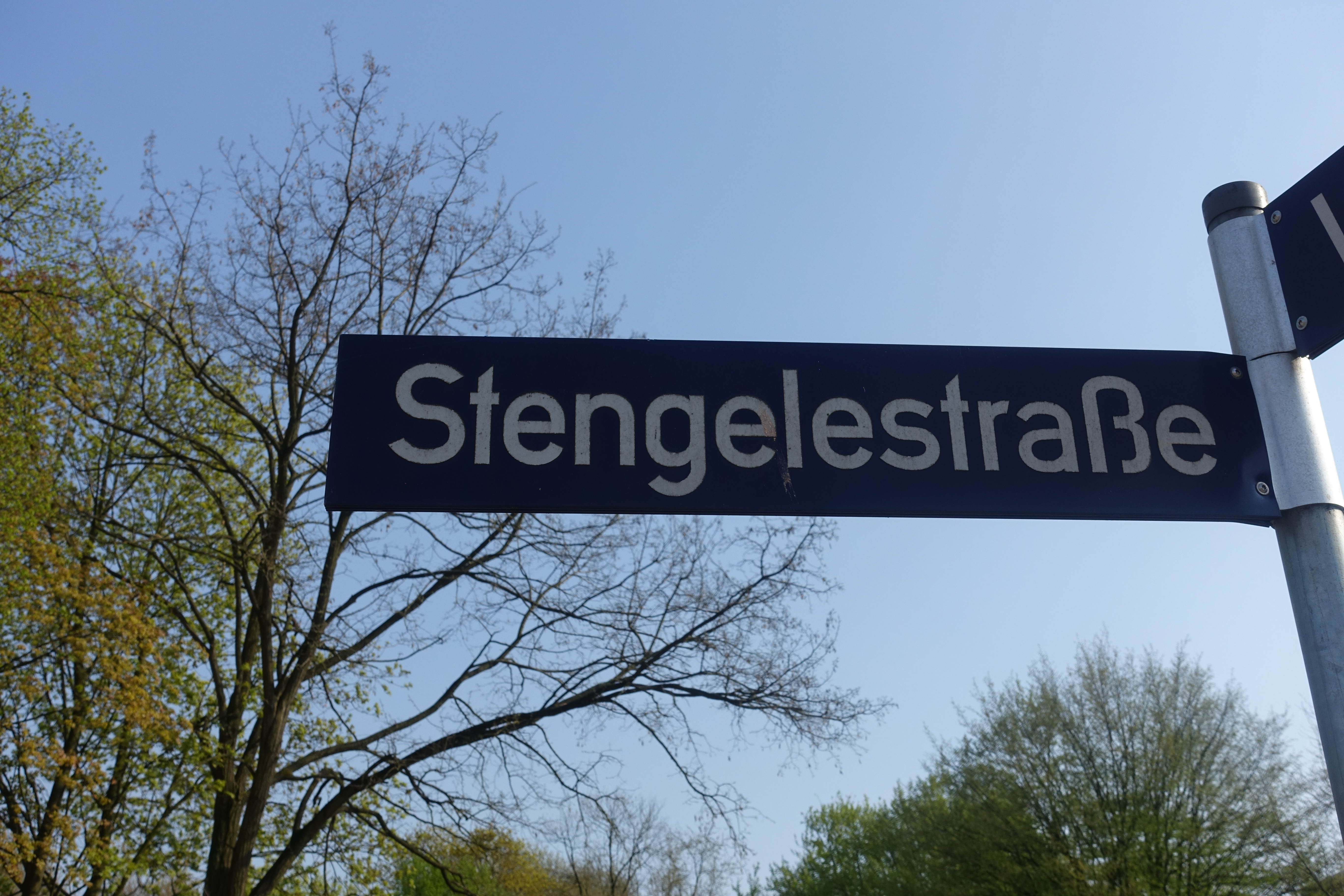
Straßenschild zu Gustav Stengele in Hamburg-Horn

In Hamburg-Horn wurde die Stengele-Straße am 16. Juli 1929 nach dem Politiker benannte. Nachdem sie von den Nationalsozialisten umbenannt wurde, konnte sie nach der NS-Diktatur am 25. Oktober 1945 wieder den Namen Stengele tragen. An der Eingangsseite der Wohnstraße waren nach dem Jahr 1945 die Lebensdaten von Gustav Stengele angebracht. Diese Tafeln sind im Laufe der Zeit verfallen.
Die Stengeletwiete in der unmittelbaren Nähe gibt es seit Herbst 2020 wieder in den neu errichteten „Washington-Höfen“. Die im Jahr 1940 gebauten und im Krieg teilweise zerstörten Häuser für kinderreiche Rüstungsarbeiter wurden abgerissen und darauf das neue Wohnquartier errichtet.